# Вернер фон дер Шуленбург-Волфсбург
Фридрих Гебхард Вернер фон дер Шуленбург-Волфсбург (на немски: Friedrich Gebhard Werner Graf von der Schulenburg-Wolfsburg; * 9 март 1792, Брауншвайг; † 2 септември 1861, Брауншвайг) е граф от род фон дер Шуленбург във Волфсбург и пруски политик.

## Биография
Той е най-големият син на граф Гебхард фон дер Шуленбург-Волфсбург (1763 – 1818) и съпругата му Анна Кристиана Вилхелмина фон Мюнххаузен (1769 – 1832), дъщеря на Албрехт Адолф Вилхелм фон Мюнххаузен (1742 – 1785) и Анна Сибила фон Харденберг (1751 – 1808).
Фридрих Гебхард Вернер следва право от 1809 г. в университета в Гьотинген. През 1813 и отново през 1815 г. той участва като доброволец на пруска страна в Освободителните войни.
Умира на 69 години на 2 септември 1861 г. в Брауншвайг.

## Фамилия
Фридрих Гебхард Вернер фон дер Шуленбург-Волфсбург се жени на 12 септември 1818 г. в Буер, окръг Оснабрюк, за фрайин Луиза Ернестина Шарлота фон Винке (* 7 юли 1797, Хановер; † 5 февруари 1888, Волфсбург), дъщеря на Албрехт Адолф Вилхелм фон Мюнххаузен (1742 – 1785) и Анна Сибила фон Харденберг (1751 – 1808). Те имат децата:
- Гюнтер Ернст Гебхард Карл фон дер Шуленбург-Волфсбург (* 18 декември 1819, Брауншвайг; † 21 февруари 1895, Волфсбург), политик, женен I. на 5 юни 1856 г. в Емден за Аделхайд фон дер Шуленбург-Емден (* 13 февруари 1834, Емден; † 7 юли 1870, Волфсбург), дъщеря на граф Едуард фон дер Шуленбург-Емден (1792 – 1871) и фрайин Аделхайд фон дер Рек (1807 – 1891), II. на 9 май 1873 г. в Потсдам за нейната сестра Маргарета Аделхайд фон дер Шуленбург (* 24 май 1839, Емден; † 26 май 1906, Волфсбург)
- Гебхард Ханс Александер фон дер Шуленбург (* 12 юни 1823, Волфсбург; † 9 април 1897, Грос-Швюлпер), женен за Маргарета фон дер Габелентц (* 12 януари 1842 Пошвитц; + 1 септември 1894, Норд-Щаймке)
- Анна Луиза Шарлота фон дер Шуленбург (* 7 юни 1826)
- Хелена София Берта фон дер Шуленбург (* 31 юли 1827)
- Ернст фон дер Шуленбург-Волфсбург (* 3 юли 1832, Брауншвайг; † 23 март 1878, Берлин), женен на 30 юни 1863 г. в Св. Улрих, окръг Кверфурт, за Мелания фон Хелдорф (* 28 юни 1835, Св. Улрих, окръг Кверфурт; † 26 април 1917, Хановер)
- Берта Шарлота Клементина фон дер Шуленбург (* 15 януари 1834, Брауншвайг; † 31 март 1918, Беетцендорф), омъжена за граф Вернер Фридрих Ернст фон дер Шуленбург (* 1 април 1829, Беетцендорф; † 5 януари 1911, Беетцендорф), син на граф Вернер XXVI фон дер Шуленбург-Нимпч (1797 – 1829) и фрайин Шарлота фон Фризен (1798 – 1874)